# Halopteris filicina
Halopteris filicina (Grateloup) Kützing, 1843 é uma espécie de algas castanhas (Phaeophyceae) da família Stypocaulaceae da ordem das Sphacelariales, com distribuição natural nas regiões costeiras das regiões temperadas e subtropicais de todos os oceanos, incluindo o Mediterrâneo.